# Sandro Moretti
Sandro Moretti (Roma, 9 ottobre 1931) è un attore italiano, conosciuto anche come interprete di fotoromanzi della Lancio. Talvolta è stato accreditato con lo pseudonimo di Robert Kent.

## Biografia
È stato attivo in cinema e in televisione fra il 1954 e il 1977, interpretando prevalentemente ruoli da caratterista in film della commedia all'italiana, film comici e in film peplum o comunque di ambientazione storica. Ha interpretato anche ruoli in film drammatici di autori prestigiosi.
In televisione ha impersonato il ruolo del sergente Jimmy Mills, che affiancava Ubaldo Lay alias Tenente Sheridan nella celebre serie televisiva Giallo club - Invito al poliziesco e in altri telefilm derivati dalla trasmissione originale. In coppia con Lay, poi, Moretti ha interpretato poi anche uno spot pubblicitario per Carosello.
Fra gli sceneggiati televisivi è stato interprete ne Una tragedia americana, fiction Rai del 1962 diretta da Anton Giulio Majano.
Ha tra l'altro interpretato i seguenti fotoromanzi: Solo le stelle ci guardano, con Raffaella Carrà, Monica Berger e Franco Angeli (I romanzi di Sogno n.144, 1 settembre 1962); L'indossatrice, con Anna Maria Checchi e Tina Di Pietro (I romanzi di Sogno n.213, 15 luglio 1965); I giorni dell'attesa, con Gabriella Farinon e Franca Maria Giardina (I racconti di Sogno n.11, 9 settembre 1966).
Fra i titoli della sua filmografia figurano Mamma sconosciuta (1957); Anna di Brooklyn (1958); La vendetta di Ercole (1960); Totò, Fabrizi e i giovani d'oggi (1960); L'idea fissa, film collettivo del 1964, Rose rosse per Angelica (1965); La prima notte di quiete (1972); L'appuntamento (1977).

## Filmografia

### Cinema
- Divisione Folgore, regia di Duilio Coletti (1954)
- Tempo d'amarsi, regia di Elio Ruffo (1955)
- Mamma sconosciuta, regia di Carlo Campogalliani (1956)
- Le notti di Cabiria, regia di Federico Fellini (1957)
- Le notti bianche, regia di Luchino Visconti (1957) – non accreditato
- El Alamein, regia di Guido Malatesta (1957) – non accreditato
- Anna di Brooklyn, regia di Vittorio De Sica e Carlo Lastricati (1958)
- La vendetta di Ercole, regia di Vittorio Cottafavi (1960)
- Chiamate 22-22 tenente Sheridan, regia di Giorgio Bianchi (1960)
- I fratelli corsi, regia di Anton Giulio Majano (1961)
- La spada del Cid, regia di Miguel Iglesias (1962)
- Sandokan alla riscossa, regia di Luigi Capuano (1964)
- L'idea fissa, regia di Gianni Puccini e Mino Guerrini, episodio Basta un attimo (1964)
- OSS 77 - Operazione fior di loto, regia di Bruno Paolinelli (1965) – con lo pseudonimo Robert Kent
- Rose rosse per Angelica, regia di Steno (1966)
- Borman, regia di Bruno Paolinelli (1966) – con lo pseudonimo Robert Kent
- La donna, il sesso e il superuomo, regia di Sergio Spina (1967)
- Don Franco e don Ciccio nell'anno della contestazione, regia di Marino Girolami (1970) – non accreditato
- La prima notte di quiete, regia di Valerio Zurlini (1972)
- Continuavano a chiamarli... er più e er meno, regia di Giuseppe Orlandini (1972)
- Un uomo da nulla, regia di Renata Amato (1977)
- Donne in bianco, regia di Tonino Pulci (1998)
- Il pesce innamorato, regia di Leonardo Pieraccioni (1999)
- L'appuntamento, regia di Giuliano Biagetti (1977)

### Televisione
- L'idiota, regia di Giacomo Vaccari – miniserie TV (1959)
- Giallo club - Invito al poliziesco - programma TV, 19 episodi (1959-1961)
- Una tragedia americana, regia di Anton Giulio Majano – miniserie TV (1962)
- La donna di fiori, regia di Anton Giulio Majano – miniserie TV (1965)
- David Copperfield, regia di Anton Giulio Majano – miniserie TV (1966)
- La donna di quadri, regia di Leonardo Cortese – miniserie TV (1968)
- La freccia nera, regia di Anton Giulio Majano – miniserie TV (1968)